# Граматика есперанто
Грама́тика еспера́нто — граматика планової мови есперанто. Завдяки логічності своєї структури менш складна, ніж більшість граматик національних мов. Крім того, проста система афіксів полегшує вивчення есперанто: за допомогою неї можна на основі знайомих слів самому створити нові слова, зрозумілі для інших, отже немає потреби вчити багато різних коренів.

## Фундаментальна граматика есперанто

### Алфавіт
Aa, Bb, Cc, Ĉĉ, Dd, Ee, Ff, Gg, Ĝĝ, Hh, Ĥĥ, Ii, Jj, Ĵĵ, Kk, Ll, Mm, Nn, Oo, Pp, Rr, Ss, Ŝŝ, Tt, Uu, Ŭŭ, Vv, Zz. Примітка: друкарні, які не підтримують букви ĉ, ĝ, ĥ, ĵ, ŝ, ŭ можуть замість них використовувати h-систему: ch, gh, hh, jh, sh, uh; або x-систему: cx, gx, hx, jx, sx, ux.

### Правила
Шістнадцять правил, якими була описана граматика есперанто в першому підручнику мови, у вільному викладі виглядають так:
1. Невизначеного артикля немає; є тільки визначений артикль (la), рівний для всіх родів, відмінків і чисел. Вживання цього артиклю таке ж, як в інших мовах. Люди, для яких вживання артикля є складним, можуть спочатку не використовувати його зовсім.
2. Іменники мають закінчення -o. Для формування множини додається закінчення -j. Існує тільки два відмінки: називний і знахідний; для отримання знахідного відмінка до слова в називному відмінку додається закінчення -n. Решта відмінків створюється за допомогою прийменників (родовий відмінок — de, давальний — al, аблатив — per або іншими в залежності від змісту).
3. Прикметники закінчуються на -a. Відмінок і число такі ж, як в іменників. Вищий ступінь створюється за допомогою слова pli, найвищий ступінь — plej; при порівняльному ступені використовують сполучник ol.
4. Фундаментальними (невідмінюваними) числівниками є: unu (один), du (два), tri (три), kvar (чотири), kvin (п'ять), ses (шість), sep (сім), ok (вісім), naŭ (дев'ять), dek (десять), cent (сто), mil (тисяча). Десятки й сотні формуються за допомогою простого приєднання числівників (dudek (двадцять), sescent (шістсот)). Для порядкових числівників додається закінчення прикметника; для множинних — суфікс -obl-, для дрібних — -on-, збірних — -op-. Прийменник po використовується аналогічно з українським: po du pomoj (по два яблука). Крім того, числівники можуть використовуватися як іменники (з додаванням закінчення -o) і як прислівники (закінчення -e).
5. Особисті займенники: mi (я), vi (ти, ви), li (він), ŝi (вона), ĝi (воно, зазвичай застосовується для об'єкта, тварини або дитини), si (зворотний займенник третьої особи), ni (ми), ili (вони), oni (відповідає третій особі множини); присвійні займенники утворюються за допомогою додавання закінчення прикметника. Відмінювання як в іменників.
6. Дієслова не змінюються за особами й числами. Форми дієслова: інфінітив приймає закінчення -i; теперішній час — -as; минулий час — -is; майбутній час — -os; умовний спосіб — -us; наказовий спосіб — -u. Дієприкметник: суфікс дійсних дієприкметників теперішнього часу -ant-; дійсних дієприкметників минулого часу — -int-; дійсних дієприкметників майбутнього часу — -ont- пасивних дієприкметників теперішнього часу — -at-; пасивних дієприкметників минулого часу — -it-; пасивних дієприкметників майбутнього часу — -ot-.
7. Прислівники закінчуються на -e; ступені порівняння як у прикметників.
8. Усі прийменники самі собою вимагають називного відмінка.
9. Кожне слово читається так, як воно пишеться.
10. Наголос завжди на передостанньому складі.
11. Складні слова створюються шляхом простого злиття слів (головне слово пишеться в кінці).
12. Немає подвійного заперечення. Тобто варіант neniu ne venis (ніхто не прийшов) буде неправильним, а neniu venis (дослівно: ніхто прийшов) — правильним (в слові «ніхто» вже є заперечення). Варіант «neniu ne venis», з іншого боку, є правильним, але він означає: «не знайшлося нікого, хто б не прийшов», тобто «усі прийшли». Однак, цей варіант не рекомендується вживати у звичайній мові саме тому, що може викликати труднощі у носіїв тих мов, де подвійне заперечення існує.
13. Для вказівки напряму до слів додається закінчення знахідного відмінка (sur tablo «на столі», sur tablon «на стіл»).
14. Усі прийменники мають певні постійні значення. Якщо зі змісту речення неможливо визначити необхідний прийменник, вживається той, що не має власного сенсу прийменник je (наприклад, в порівняннях: je du metroj pli alta «на два метри вище»). Також може вживатися знахідний відмінок без прийменника (du metrojn pli alta «на два метри вище»).
15. Слова, які більшістю мов запозичені з одного джерела, вживаються в есперанто без змін, «як є», але дотримуючись орфографії есперанто. При наявності однокореневих слів запозичується тільки словотворча основа, а інші слова утворюються від неї.
16. Закінчення іменника -o і -a в артиклі la можуть бути відкинуті й замінені апострофом (не вимовляється).